# Wskaźnik P/S
Wskaźnik P/S (cena rynkowa/przychody netto ze sprzedaży, ang. price to sales) – iloraz rynkowej ceny akcji i wartości sprzedaży spółki przypadającej na jedną akcję. Wskaźnik ten informuje inwestorów, ile trzeba zapłacić za jedną złotówkę wartości sprzedaży realizowanej przez firmę. Często zwracają na niego uwagę inwestorzy strategiczni, którzy zamierzają przejąć daną spółkę. Wynika to z faktu, że zwykle istotny jest dla nich udział spółki w rynku (proporcjonalny do wartości sprzedaży) i cena, jaką muszą zapłacić za ten udział. W tym przypadku zyskowność działalności jest dla inwestora sprawą drugorzędną, ponieważ i tak może on dokonać zmian w spółce, zmierzających do jej poprawy. Wskaźnik ten jest różny zależnie od branży, w których może być różna rentowność i służy do porównania wyceny firm, mimo różnic w zasadach prowadzenia rachunkowości.
Stosowany jest ze względu bardzo ważną zaletę, ponieważ jest możliwy do interpretacji nawet w przypadku nierentownej, będącej w złej sytuacji ekonomiczno-finansowej spółki (w przeciwieństwie do np. P/E), i w dłuższym okresie może nawet lepiej informować od wskaźnika P/E o wartości analizowanej spółki. Na wartość sprzedaży nie wpływa bowiem tak wiele zdarzeń i wielkości, jak w przypadku zysku. Przykładem są zyski i straty nadzwyczajne, które wpływają na zysk netto, natomiast nie wprowadzają zmian w wartościach sprzedaży, podobnie jak okresowe zwolnienia podatkowe oraz zwroty nadpłaconych podatków dochodowych. Ponadto przychody ze sprzedaży są mniej zmienne niż zyski i występuje mniejsza możliwość księgowej manipulacji jej wartością przez spółkę. Do minusów zalicza się fakt, że wysoka dynamika przychodów nie musi oznaczać takiej samej w przypadku zysków, a także wskaźnik P/S nie uwzględnia różnic w strukturze kosztów spółek.

## Podsumowanie wskaźnika P/S
Zalety

- możliwy do interpretacji nawet w  przypadku nierentownej, zagrożonej spółki (w przeciwieństwie do np. wskaźnika P/E),
- jest szczególnie przydatny przy wycenie spółek z dojrzałych branż – szczególnie spółek produkcyjnych.

Wady

- wysoka dynamika przychodów nie musi oznaczać takiej samej w przypadku zysków,
- wskaźnik P/S nie uwzględnia różnic w strukturze kosztów spółek.